# St. Gangolf (Röttingen)

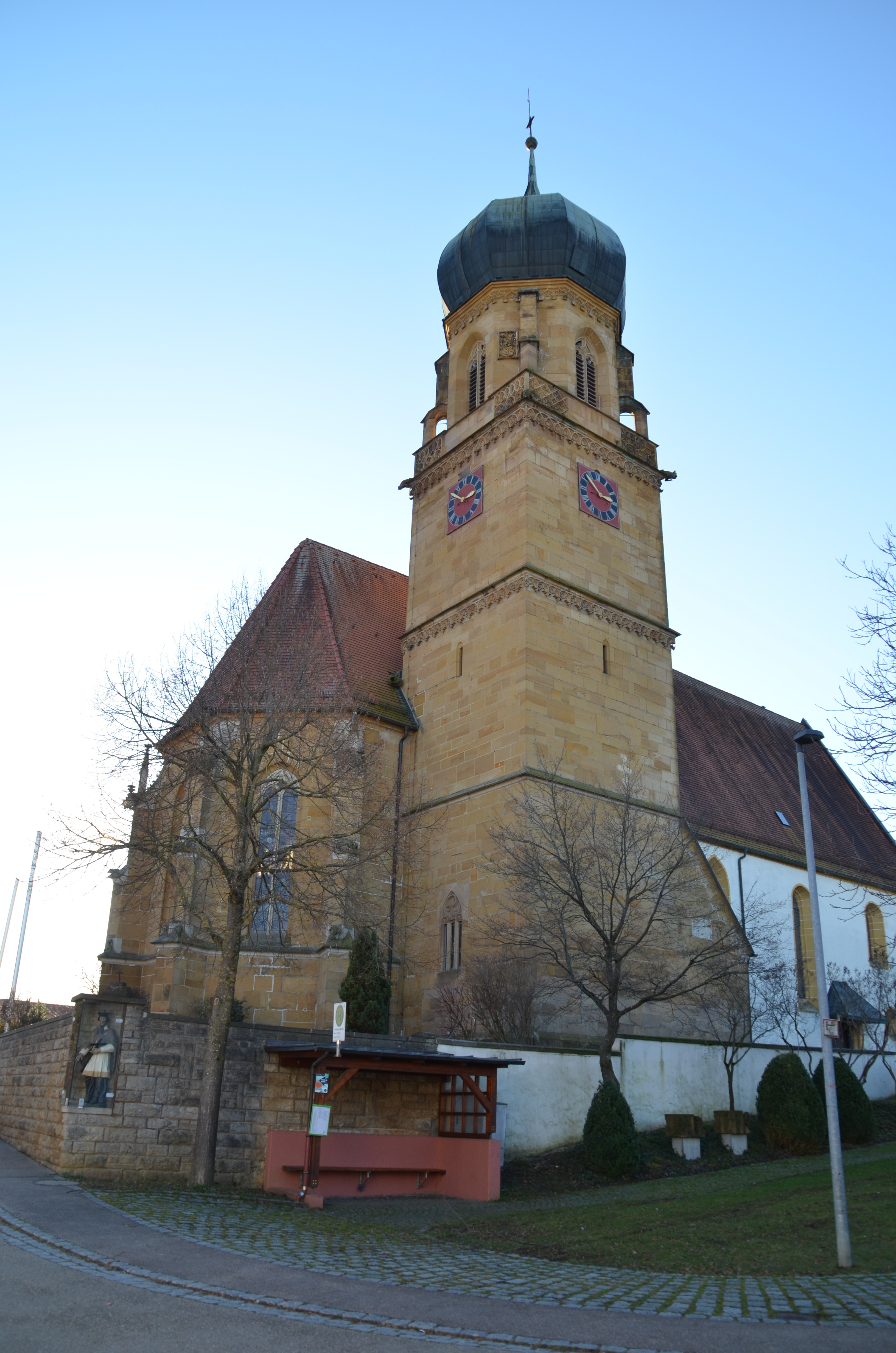
St. Gangolf in Röttingen

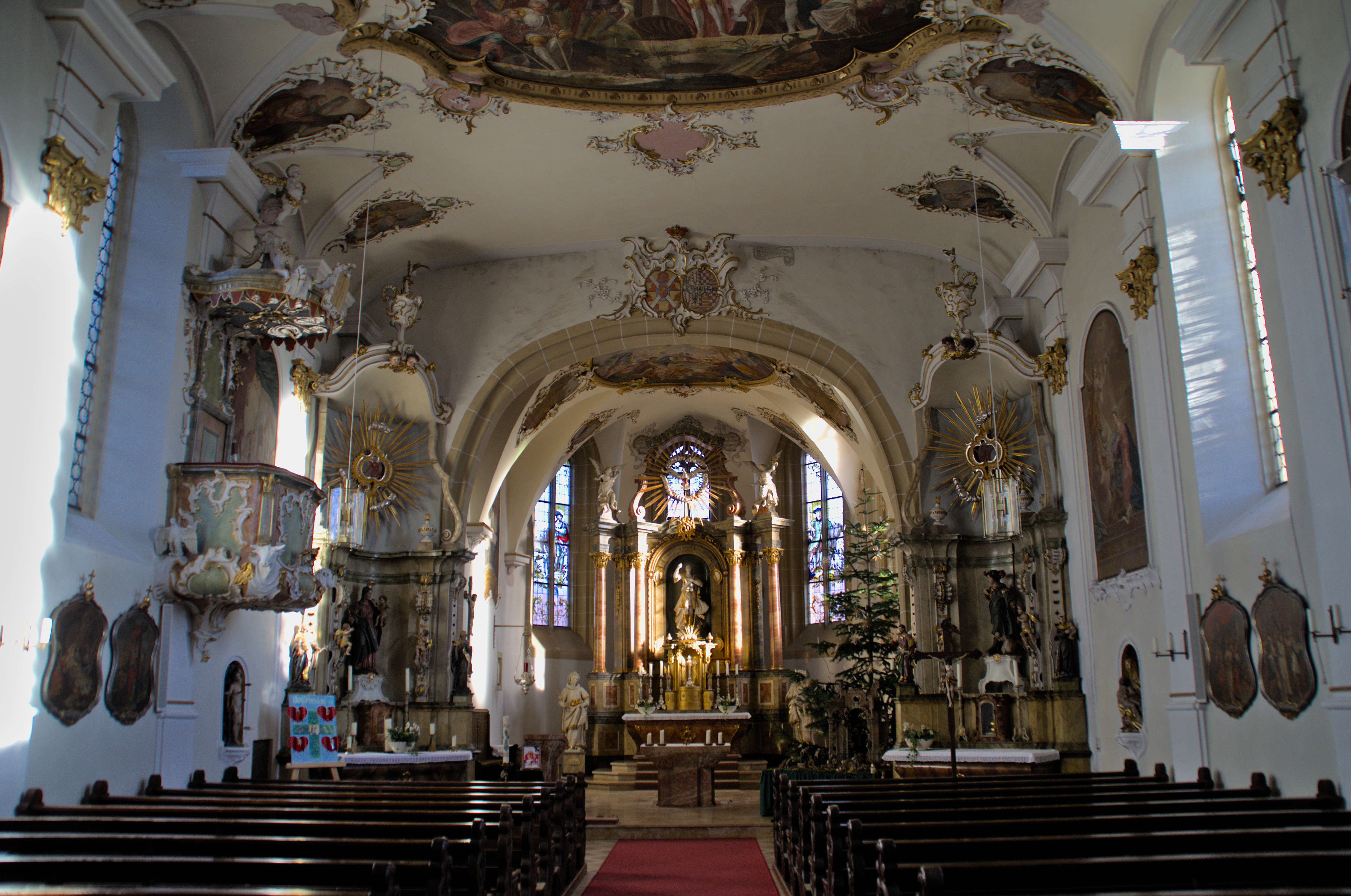
Innenansicht

Die römisch-katholische Pfarrkirche St. Gangolf ist ein geschütztes Kulturdenkmal nach dem Denkmalschutzgesetz. Sie steht in Röttingen, einem Stadtteil von Lauchheim im Ostalbkreis in Baden-Württemberg. Die Kirchengemeinde gehört zum Dekanat Ostalb der Diözese Rottenburg-Stuttgart.

## Beschreibung
Die spätgotische Saalkirche wurde anstelle des romanischen Vorgängerbaus um 1480/90 als Grablege der Schenken von Schenkenstein errichtet. Sie besteht aus einem Langhaus, einem eingezogenen, dreiseitig geschlossenen, von Strebepfeilern gestützter Chor im Osten und einem Chorflankenturm an der Nordwand des Chors, der 1724 mit einem achteckigen Geschoss für den Glockenstuhl mit den Kirchenglocken aufgestockt und 1769 mit einer Zwiebelhaube bedeckt wurde. Im Geschoss darunter sind die Zifferblätter der Turmuhr angebracht. 
Der Innenraum des Langhauses ist mit einem Muldengewölbe überspannt. Die um 1650 errichteten Statuen des Johannes und des Stephanus werden Martin Zürn zugeschrieben.